# Campeonato Sul-Americano de Críquete
O Campeonato Sul-Americano de Críquete (em espanhol: Campeonato Sudamericano de Críquet; em inglês: South American Cricket Championship) é a competição oficial deste esporte entre seleções sul-americanas, reconhecido internacionalmente e disputado no formato de Twenty20, que conta com a participação de países de fora deste continente.
A primeira edição deste campeonato foi disputada na Argentina, em 1995, entre equipes masculinas. Em 2007 houve a edição inaugural deste evento esportivo entre equipes femininas, tendo sido o mesmo sediado no Brasil. Ambas as modalidades foram disputadas simultaneamente entre 2013 e 2022.
O atual campeão masculino deste campeonato é a Panamá, que ganhou seu primeiro campeonato em cima do Brasil. Por sua vez, na modalidade feminina o Brasil é que detém o campeonato, sendo as argentinas que possuem também o recorde de títulos, 7.

## Histórico
Na modalidade masculina, a Argentina desponta com doze conquistas em dezoito edições desta competição, vencendo as três primeiras sem perder nenhuma partida e, de 2000 a 2018, adentrando neste evento com sua equipe de desenvolvimento. O Chile participou de todas as edições da modalidade masculina, tendo obtido o primeiro lugar em duas ocasiões. Peru e Brasil nãos e fizeram presentes em apenas uma edição cada desta competição (em 2002 e 2011, respectivamente).
A Guiana é a única seleção sul-americana que realiza os test matches da ODI, como parte integrante das Índias Ocidentais. Na competição sul-americana, tende a enviar sua equipe conhecida como Guiana Masters, que reúne alguns dos jogadores mais antigos deste país. O selecionado da Colômbia buscou participar da edição de 2000, porém sua estreia oficial se deu em 2015.
Dentre as seleções que não são sul-americanas convidadas a participar deste campeonato na modalidade masculina, aparecem o Panamá (em 2000), Porto Rico (em 2004), a Costa Rica (em 2018) e o México (presente desde 2014). No âmbito feminino, as mexicanas se fazem presentes desde 2018.

### Edições recentes
Em 2016, o Brasil recebeu o sul-americano de críquete, cujos títulos ficaram com o Chile no masculino e com as anfitriãs no feminino. A Argentina recebeu a competição em 2017 e sagrou-se com o título de ambas as modalidades.
A Colômbia recebeu a competição em 2018, na qual o México foi o campeão masculino e o Brasil conquistou o título feminino. Na edição de 2019, sediada no Peru, a Argentina manteve sua hegemonia no cenário masculino, enquanto as brasileiras mostraram sua evolução com o quarto título da competição.
A edição prevista para 2020, que seria sediada no Brasil, foi cancelada em razão da pandemia provocada pela COVID-19.

### Novo status
Desde 2018, as partidas entre seleções femininas que envolvem as nações membro da ICC passaram a ter validade para o Twenty20 International (T20I), sendo o Brasil o primeiro país a conquistar um título com este novo status. A partir de 2019, as partidas envolvendo seleções masculinas de -países membros da ICC passaram a ter igual validação.
Até 2019, as únicas seleções que disputavam o sul-americano sem serem membros da ICC eram a Colômbia e o Uruguai.

## Edições

### Resultados (masculino)
| Ano  | País      | Sede              | Resultado                    | Resultado                                  | Resultado                   |
| Ano  | País      | Sede              | Campeão                      | Placar                                     | Vice-campeão                |
| ---- | --------- | ----------------- | ---------------------------- | ------------------------------------------ | --------------------------- |
| 1995 | Argentina | Buenos Aires      | Argentina 12 pontos          | Argentina venceu por pontos relatório      | Chile 8 pontos              |
| 1997 | Argentina | Buenos Aires      | Argentina 12 pontos          | Argentina venceu por pontos relatório      | Brasil 4 pontos             |
| 1999 | Peru      | Lima              | Argentina 135/2 (28.3 overs) | Argentina venceu por 8 wickets relatório   | Guiana 134 (38.4 overs)     |
| 2000 | Argentina | Buenos Aires      | Argentina 77/2 (16 overs)    | Argentina venceu por 8 wickets relatório   | Chile 75 (? overs)          |
| 2002 | Argentina | Buenos Aires      | Argentina 196/8 (28.3 overs) | Argentina venceu por 2 wickets relatório   | Chile 194 (40 overs)        |
| 2004 | Chile     | Santiago          | Guiana 323/3 (40 overs)      | Guiana venceu por 117 corridas relatório   | Porto Rico 206/7 (40 overs) |
| 2007 | Peru      | Lima              | Guiana 204 (39.1 overs)      | Guiana venceu por 150 corridas relatório   | Argentina 54 (28.4 overs)   |
| 2009 | Brasil    | São Paulo         | Argentina 12 pontos          | Argentina venceu por pontos relatório      | Chile 8 pontos              |
| 2011 | Chile     | Santiago          | Chile 173/6 (20 overs)       | Chile venceu por 47 corridas relatório     | Argentina 126/9 (20 overs)  |
| 2013 | Argentina | Buenos Aires      | Argentina 12 pontos          | Argentina venceu por pontos relatório      | Chile 8 pontos              |
| 2014 | Peru      | Lima              | México 154/4 (20 overs)      | Mexico venceu por 20 corridas relatório    | Chile 134 (19.1 overs)      |
| 2015 | Chile     | Santiago          | Argentina 137/2 (14.2 overs) | Argentina venceu por 8 wickets relatório   | Brasil 135/6 (20 overs)     |
| 2016 | Brasil    | Itaguaí           | Chile 164/8 (19.4 overs)     | Chile venceu por 2 wickets relatório       | Argentina 163/7 (20 overs)  |
| 2017 | Argentina | Buenos Aires      | Argentina 138/3 (15.3 overs) | Argentina venceu por 7 wickets relatório   | Chile 132/8 (20 overs)      |
| 2018 | Colômbia  | Bogotá - Mosquera | México 45/4 (10 overs)       | México venceu por 6 wickets relatório      | Uruguai 44/10 (17 overs)    |
| 2019 | Peru      | Lima              | Argentina 111/6 (18.4 overs) | Argentina venceu por 4 wickets relatório   | México 105/9 (20 overs)     |
| 2020 | Brasil    | Rio de Janeiro    | Edição cancelada             | Edição cancelada                           | Edição cancelada            |
| 2022 | Brasil    | Itaguaí           | Argentina 227/5 (20 overs)   | Argentina venceu por 10 corridas relatório | Brasil 217 (20 overs)       |
| 2023 | Argentina | Buenos Aires      | Argentina 116/8 (20 overs)   | Argentina venceu por 34 corridas relatório | Uruguai 82 (19 overs)       |

#### Performance por seleção (masculino)
Legenda
- FG – Fase de grupos
- Q – Qualificado
- – Sede

| País           | 1995 | 1997 | 1999 | 2000 | 2002 | 2004 | 2007 | 2009 | 2011 | 2013 | 2014 | 2015 | 2016 | 2017 | 2018 | 2019 | 2022 | 2023 | Total 18 |
| Andean Masters | —    | —    | —    | —    | 4º   | FG   | —    | —    | 4º   | —    | —    | —    | —    | —    | —    | —    | —    | —    | 3        |
| Argentina      | 1º   | 1º   | 1º   | 1º   | 1º   | 3º   | 2º   | 1º   | 2º   | 1º   | 5º   | 1º   | 2º   | 1º   | 7º   | 1º   | 1º   | 1º   | 18       |
| Brasil         | 4º   | 2º   | FG   | 3º   | 3º   | FG   | 4º   | 3º   | —    | 3º   | 3º   | 2º   | 4º   | 3º   | 6º   | 6º   | 2º   | 5º   | 17       |
| Chile          | 2º   | 4º   | 3º   | 2º   | 2º   | 4º   | 3º   | 2º   | 1º   | 2º   | 2º   | 3º   | 1º   | 2º   | 8º   | 7º   | 3º   | 8º   | 18       |
| Chile "A"      | —    | —    | —    | —    | —    | FG   | —    | —    | —    | —    | —    | —    | —    | —    | —    | —    | —    | —    | 1        |
| Colômbia       | —    | —    | —    | —    | —    | —    | —    | —    | —    | —    | —    | 4º   | 5º   | 7º   | 4º   | 4º   | 6º   | 3º   | 7        |
| Costa Rica     | —    | —    | —    | —    | —    | —    | —    | —    | —    | —    | —    | —    | —    | —    | 3º   | —    | —    | —    | 1        |
| Equador        | —    | —    | —    | —    | —    | —    | FG   | —    | —    | —    | —    | —    | —    | —    | —    | —    | —    | —    | 1        |
| Guiana         | —    | —    | 2º   | 5º   | —    | 1º   | 1º   | —    | —    | —    | —    | —    | —    | —    | —    | —    | —    | —    | 4        |
| México         | —    | —    | —    | —    | —    | —    | —    | —    | —    | —    | 1º   | 5º   | 6º   | 6º   | 1º   | 2º   | 4º   | 4º   | 8        |
| Panamá         | —    | —    | —    | 4º   | —    | —    | —    | —    | —    | —    | —    | —    | —    | —    | —    | —    | —    | 7º   | 2        |
| Peru           | 3º   | 3º   | 4º   | 6º   | —    | FG   | FG   | 4º   | 3º   | 4º   | 4º   | 6º   | 3º   | 5º   | 5º   | 3º   | 7º   | 6º   | 17       |
| Porto Rico     | —    | —    | —    | —    | —    | 2º   | —    | —    | —    | —    | —    | —    | —    | —    | —    | —    | —    | —    | 1        |
| Uruguai        | —    | —    | —    | —    | —    | —    | —    | —    | —    | —    | —    | —    | —    | 4º   | 2º   | 5º   | 5º   | 2º   | 5        |
| Venezuela      | —    | —    | FG   | 7º   | —    | —    | —    | —    | —    | —    | —    | —    | —    | —    | —    | —    | —    | —    | 2        |

### Performance por seleção (feminino)
Legenda
- P – Participou, com colocação final incerta
- T – Participou, mas as partidas não foram contabilizadas para o Campeonato Sul-Americano
- Q – Qualificada
- – Sede

| País      | 2007 | 2009 | 2010 | 2011 | 2013 | 2014 | 2015 | 2016 | 2017 | 2018 | 2019 | 2022 | TBD | Total 12 |
| Argentina | 1º   | 1º   | 1º   | 1º   | 1º   | 1º   | 2º   | 2º   | 1º   | —    | 2º   | 2º   |     | 11       |
| Brasil    | 2º   | 2º   | 2º   | P    | P    | P    | 1º   | 1º   | 2º   | 1º   | 1º   | 1º   |     | 12       |
| Canadá    | —    | —    | —    | —    | —    | —    | —    | —    | —    | —    | —    | T    |     | 1        |
| Chile     | —    | —    | 3º   | P    | P    | —    | 3º   | —    | 3º   | 2º   | 3º   | —    |     | 7        |
| México    | —    | —    | —    | —    | —    | —    | —    | —    | —    | 4º   | 4º   | —    |     | 2        |
| Peru      | —    | —    | —    | P    | —    | P    | 4º   | 3º   | 4º   | 3º   | 5º   | 3º   |     | 8        |